# 少陵原
少陵塬简写作少陵原，陕西省西安市地名。指西安市城区东南方向的一块黄土沉积台地，位置在今西安市长安区韦曲街道、杜曲街道、大兆街道之间。根据据《陕西省西安地名志》记载，隋建大兴城时，以阴阳爻数划分宫城、皇城及城郭的位置，少陵原被称为“三爻”。

## 名胜
- 兴教寺
- 华严寺
- 杜陵